# Jean-Christian Michel

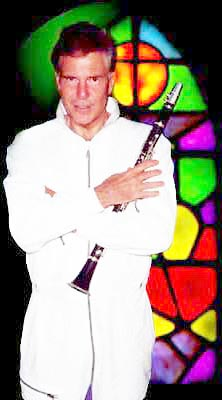
Jean-Christian Michel

Jean-Christian Michel ist ein französischer Komponist und Klarinettist, ein großer Vorläufer der Annäherung von Jazz und klassischer Musik.
Michel ist erst nach seiner Ausbildung zum Chirurgen 1970 öffentlich aufgetreten. Er ist von der Kirchenmusik von Johann Sebastian Bach und vom anspruchsvollen europäischen Jazz inspiriert. Er spielt seine Kompositionen und Adaptionen auf der Klarinette. Jean-Christian Michel hat sich immer mit kompetenten Jazzmusikern wie Kenny Clarke umgeben, der mit ihm 10 Jahre lang spielte. Weiterhin ist er mit dem Drummer Daniel Humair und den Bassisten Guy Pedersen bzw. Henri Texier aufgetreten.
Seit 1967 Mitglied der SACEM als Komponist, wurde er 1974 zum ständigen Mitglied ernannt und erhielt 2016 die Medaille für sein 50-jähriges Bestehen.
1969 belegte Jean-Christian Michel die ersten drei Plätze im Ranking der Rekordverkäufe in Frankreich. Im Laufe seiner Karriere erhielt er zehn Gold- und Platinplatten.
Jean-Christian Michel wurde 1986 in Paris der Preis „Sciences et Culture“ („Wissenschaften und Kultur“) von der Sorbonne verliehen. Die Jury bestand aus sechs Nobelpreisträgern.

## Diskografie
- Requiem
- Aranjuez (Concierto de Aranjuez)
- Musique Sacrée
- Crucifixus
- JQM (mit Kenny Clarke, 1971)
- Le Cœur des Étoiles (mit Daniel Humair, 1972)
- Vision d’Ézéchiel (mit Daniel Humair, 1973)
- Ouverture Spatiale (mit Kenny Clarke, 1974)
- Ève des Origines (mit Kenny Clarke, 1975)
- Musique de Lumière (mit Daniel Humair, 1980)
- En concert (1983)
- Vif-Obscur (1987)
- Les Années-Lumière
- Cathédrales de Lumière (1994)
- Portail de l’Espace (2005)
- Bach Transcriptions (2006)
- Live Concert (2007)
- Plays Jazz (2012)

## DVD
- „Imaginaire“ (2010)